# Ronde des Pains
Ronde des Pains est un réseau de boulangers indépendants, animé par leur fournisseur, l'entreprise Grands Moulins de Paris, propriété de la société coopérative agricole Vivescia, et pouvant faire notamment bénéficier ces artisans boulangers des marques Campaillette et Campaillou.

## Histoire
Créée en 1986, Ronde des Pains est un réseau de boulangeries indépendantes regroupant des milliers d'adhérents (boulangers artisans) en France, et à l'étranger.
Les boulangeries du réseau Ronde des Pains commercialisent notamment deux marques de pains, Campaillette et Campaillou. Celles-ci sont fabriquées à partir de farine fournie par les Grands Moulins de Paris.

## Contexte
Depuis les années 1980 (un des points de départs étant la création de la marque Banette en 1982, par un concurrent des Grands Moulins de Paris), une des stratégies du secteur français de la minoterie, pour résister à la grande distribution et à l'érosion de la vente de pain, et pour maintenir  un réseau de boulangeries artisanales face aux boulangeries industrielles, a consisté à enrichir l'offre avec des pains spéciaux et à proposer des marques garantissant une certaine qualité, afin de soutenir la boulangerie traditionnelle. La Ronde des Pains avec notamment sa marque Campaillette, une appellation en -ette créée peu après Banette, fait partie des initiatives de réseau créés en ce sens. Ce réseau a été lancé par les Grands Moulins de Paris, appartenant à la coopérative agricole française Vivescia,.
Les entreprises de minoterie, fournisseurs des boulangers, ont ainsi proposés aux artisans boulangers indépendants d'adhérer à des réseaux, d'enrichir leur offre avec des pains spéciaux, et de bénéficier de marques, comme Campaillette, à condition de respecter des règles de production des produits (mode de fabrication et ingrédients, bannissant, bien sûr, la surgélation), quitte à augmenter les prix en conséquence. C'est une forme d'appellation, mais gérée par l'entreprise fournissant les boulangers en farine. Elle apporte à ces artisans boulangers le bénéfice d'une notoriété collective. D'autres opérations sont également imaginées ponctuellement pour faire bénéficier les boulangers de ce réseau Ronde des Pains de notoriété additionnelle. Cette approche va jusqu'à mettre en exergue des magasins-concepts proposant une gamme de produits et s'appuyant sur un aménagement intérieur conçu pour être plus lumineux et plus attrayant,,,.